# Pacifism

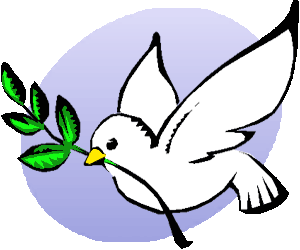
fr

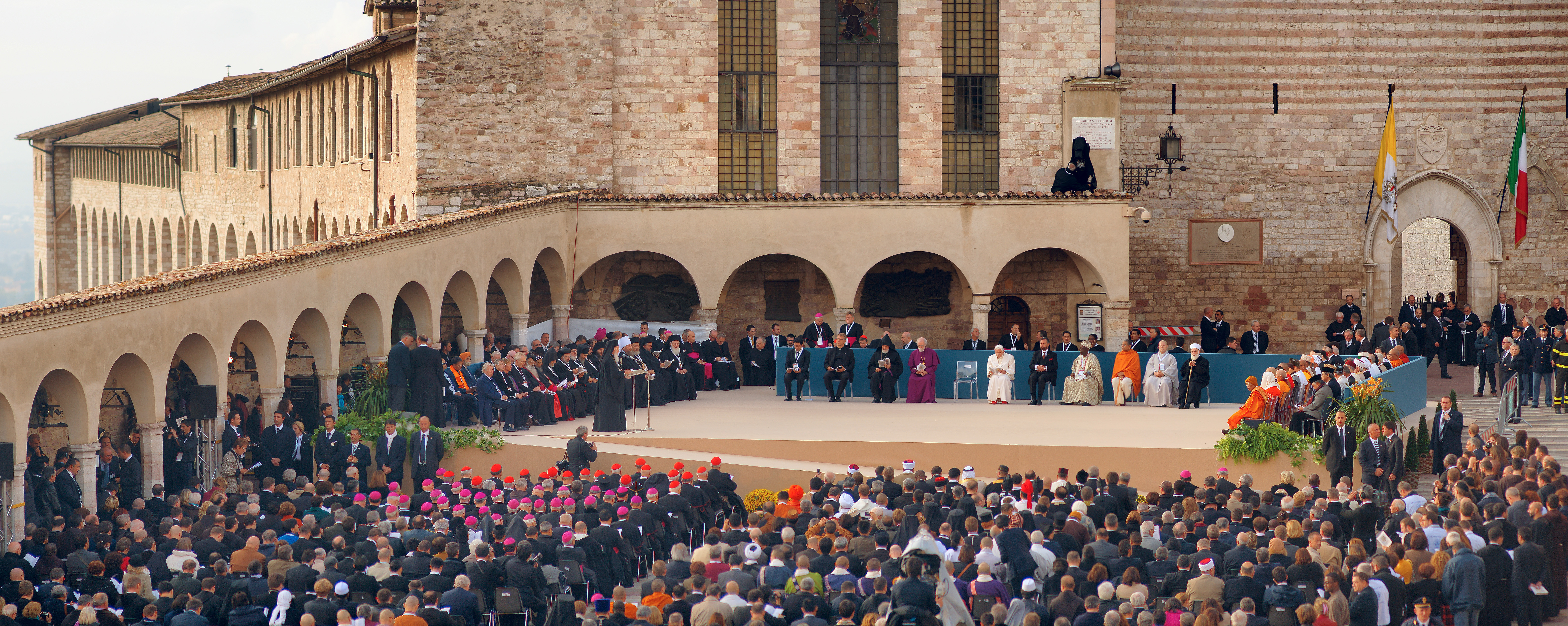
Întâlnirea interreligioasă pentru pace, Assisi, 2011.

Pacifismul (în franceză pacifisme) este un curent social-politic care dezaprobă și condamnă folosirea, sub orice formă, a războiului sau violenței ca instrument de rezolvare și mediere a situațiilor conflictuale. Pacifismul promovează ca metode de aplanare a conflictelor mijloace exclusiv pașnice și fără uz de violență. Cuvântul pacifism a fost introdus de militantul francez pentru pace Émile Arnaud (1864-1921) și a fost adoptat de alți activiști pentru pace, în 1901, la cel de-al zecelea Congres Universal pentru Pace de la Glasgow.
În epoca modernă pacifismul a fost tematizat de Lev Tolstoi în lucrările sale, în special, în Împărăția lui Dumnezeu este în voi. Mohandas Gandhi (1869-1948) a promovat practica unei opoziții non-violente, numită Satyagraha,  aplicată în Mișcarea pentru Independența Indiei. Eficacitatea acesteia a servit ca inspirație pentru Martin Luther King, James Lawson, James Bevel, Thích Nhất Hạnh, precum și de Mișcarea pentru drepturile civile ale oamenilor de culoare în Statele Unite.

## Definiție
Pacifismul acoperă un spectru de opinii, inclusiv convingerea că disputele internaționale pot și trebuie soluționate în mod pașnic, solicită abolirea instituțiilor militare și a războiului, opoziția față de orice organizație a societății prin forță guvernamentală (pacificism anarhist sau libertarian), respingere a folosirii violenței fizice pentru a obține scopuri politice, economice sau sociale, obliterarea forței și opoziția față de violență în orice circumstanță, chiar apărarea sinelui și a altora. Istoricii pacifismului Peter Brock și Thomas Paul Socknat definesc pacifismul „în sensul în general acceptat în zonele vorbite de engleză” ca „o respingere necondiționată a tuturor formelor de război”. Filosoful Jenny Teichman definește principala formă a pacifismului drept „anti-război”, respingerea tuturor formelor de război. Convingerile lui Teichman au fost rezumate de Brian Orend ca „Un pacifist respinge războiul și crede că nu există motive morale care să justifice recurgerea la război. Războiul pentru pacifist este întotdeauna greșit”. Într-un sens, filozofia se bazează pe ideea că scopurile nu justifică mijloacele.

### Considerații morale
Pacifismul se poate baza pe principii morale (o viziune deontologică) sau pragmatism (o viziune consecventă). Patifismul principal afirmă că, la un moment dat de-a lungul spectrului, de la război la violența fizică interpersonală, o astfel de violență devine din punct de vedere moral greșită. Pacifismul pragmatic susține că costurile războiului și ale violenței interpersonale sunt atât de importante încât trebuie găsite modalități mai bune de soluționare a litigiilor. Paciifii resping în general teoriile războiului just.

### Neviolență
Unii pacifiști respectă principiile nonviolenței, considerând că acțiunea nonviolentă este superioară din punct de vedere moral și / sau cea mai eficientă. Cu toate acestea, unii susțin violența fizică pentru apărarea de urgență a sinelui sau a altora. Alții susțin distrugerea proprietății în astfel de situații de urgență sau pentru a conduce acte de rezistență simbolică, cum ar fi vărsarea vopselei roșii, pentru a reprezenta sângele în afara birourilor de recrutare militară sau pentru a intra în bazele forțelor aeriene și a ciocni cu aeronave militare.
Nu toată rezistența nonviolentă (uneori numită și rezistența civilă) se bazează pe o respingere fundamentală a tuturor violențelor în toate circumstanțele. Mulți lideri și participanți la astfel de mișcări, recunoscând importanța utilizării metodelor non-violente în anumite circumstanțe, nu au fost pacifiști absolut. Uneori, ca și în cazul marșului mișcării drepturilor civile de la Selma la Montgomery în 1965, au cerut protecție armată. Interconexiunile dintre rezistența civilă și factorii de forță sunt numeroase și complexe.

### Pacifism absolut
Un pacifist absolut este în general descris de British Broadcasting Corporation ca fiind unul care crede că viața umană este atât de valoroasă încât un om să nu fie niciodată ucis, iar războiul nu ar trebui niciodată condus, nici măcar în auto-apărare. Principiul este descris ca fiind dificil de respectat în mod consecvent, din cauza faptului că violența nu este disponibilă ca instrument de ajutorare a unei persoane care este vătămată sau ucisă. Se susține, de asemenea, că un astfel de pacifist ar putea argumenta în mod logic că violența conduce la rezultate mai nedorite decât non-violența.

## Criticism
Pacifismul a fost criticat din diferite unghiuri.
Israel Robert Aumann, câștigătorul Premiului Nobel pentru Economie din 2005, explică: "Când agresorul vede că metodele sale funcționează, el continuă să le urmărească și face noi și noi cerințe. Dacă agresorul se întâlnește cu rezistență decisivă, el își reconsideră abordarea. Pacifismul duce la război, deoarece țara în care devine o ideologie începe să joace după regulile agresorului ".
Teologul și filozoful protestant Reinhold Niebuhr a scris că "moralismul creștin primitiv este lipsit de sens și duce la confuzie", că "nu putem presupune că putem acționa în istorie doar nevinovată", că "răul tiraniei poate fi uneori eliminat doar prin război și sentimental iluzii duc la capitularea în fața tiraniei", că "ideile pacifiste despre natura umană sunt construite în întregime pe iluziile pe care creștinii trebuie să le protejeze pe cetățile civilizației" și că "pacifismul nu înțelege tragedia istoriei".